# ТЕС Курайя I
25°49′35″ пн. ш. 50°8′3″ сх. д. / 25.82639° пн. ш. 50.13417° сх. д.
ТЕС Курайя I — теплова електростанція на східному узбережжі Саудівської Аравії.
В 2013 – 2014 роках на майданчику станції ввели в дію шість однотипних парогазових блоків потужністю по 629 МВт, у кожному з яких три газові турбіни потужністю по 127,1 МВт живлять через відповідну кількість котлів-утилізаторів одну парову турбіну з показником 247,5 МВт. 
Як паливо станція використовує природний газ, що надходить по трубопроводу UBTG – Курайя.
Видача продукції відбувається по ЛЕП, розрахованим на роботу під напругою 380 кВ та 230 кВ.